# Mária Ferenčuhová
Mária Ferenčuhová, właściwie Mária Ridzoňová Ferenčuhová (ur. 7 grudnia 1975 w Bratysławie) – słowacka poetka, pisarka, redaktorka, tłumaczka i krytyk filmowy.

## Życiorys
Mária Ferenčuhová urodziła się 7 grudnia 1975 r. w Bratysławie. W 2000 r.  ukończyła scenariusz filmowy i telewizyjny oraz dramaturgię na Wydziale Filmu i Telewizji Wyższej Szkole Sztuk Scenicznych w Bratysławie. W 2003 r. ukończyła studia doktoranckie z zakresu historii i teorii filmu, radia i telewizji. Studiowała także językoznawstwo na École des hautes études en sciences sociales w Paryżu.
Od 2003 r. wykłada w Wyższej Szkole Sztuk Scenicznych. W latach 2004–2007 była prorektorem, w latach 2010–2012 prorektorem Wydział Filmu i Telewizji Wyższej Szkoły Sztuk Scenicznych. W 2011 r. została profesorem nadzwyczajnym. Od 2000 r. jest redaktorką czasopisma filmowego „Kino-Ikon”. Jest członkiem jury wielu festiwali filmowych a  także jurorem poetyckiej Nagrody Václava Buriana.

## Twórczość
W 2003 r. opublikowała pierwszy tom poezji Skryté titulky, w 2008 r. kolejny Princíp neistoty (2008) i w 2013 r. Ohrozený druh (2013). Obok wierszy wydała trzy książki poświęcone teorii i historii filmu, a także przetłumaczyła z języka francuskiego działa m.in. Paula Virilio, Amélie Nothomb, Philippe Brenota. Jej książki, poezja i tłumaczenia, zostały opublikowane w wielu czasopismach i antologiach. Wiersze zostały przetłumaczone na polski, francuski, angielski, serbski, ukraiński, macedoński i słoweński. Artykuły i recenzje Ferenčuhovej ukazują się w czasopismach „Kino-Ikon”, „OS”, „História”, „Romboid”, „Tvorba T”, „Slovenské divadlo”, „Človek a spoločnosť”, „Cinepur” i „Iluminace”.

## Wybrane dzieła

### Poezja
- Skryté titulky, 2003
- Princíp neistoty, 2008
- Márnivé bubliny, 2010
- Ohrozený druh, 2012
- Imunita, 2016
- Černozem, 2020

### Teoria filmu
- Odložený čas. Filmové pramene, históriografia, dokumentárny film, 2009
- Dokumentárny film v krajinách V4, 2014
- Nový slovenský film, 2015